# 鸦鹊岭镇
鸦鹊岭镇，是中华人民共和国湖北省宜昌市夷陵区下辖的一个乡镇级行政单位。

## 行政区划
鸦鹊岭镇下辖以下地区：
鸦鹊岭社区、梅林村、东山村、田畈村、童畈村、三合村、白河村、黄金堂村、云台村、五龙村、梅店村、海云村、凤凰观村、东西泉村、金和村、龙潭村、新场村、长湖村、长寿村和牧童村。

## 交通
- 焦柳铁路、鸦宜铁路：鸦鹊岭站